# Okręg wyborczy East Renfrewshire
Okręg wyborczy East Renfrewshire powstał w 1885 r. i wysyłał do brytyjskiej Izby Gmin jednego deputowanego. Okręg został zlikwidowany w 1983 r., ale przywrócono go ponownie w 2005 r. Okręg obejmuje jednostkę administracyjną (council area) East Renfrewshire (pierwotnie – wschodnią część hrabstwa Renfrewshire).

## Deputowani do brytyjskiej Izby Gmin z okręgu East Renfrewshire

### Deputowani w latach 1885–1983
- 1885–1886: James Finlayson, Partia Liberalna
- 1886–1906: Hugh Shaw-Stewart, Partia Konserwatywna
- 1906–1910: Robert Laidlaw, Partia Liberalna
- 1910–1918: John Gilmour, Partia Konserwatywna
- 1918–1924: Robert Nichol, Partia Pracy
- 1924–1930: Alexander Munro MacRobert, Partia Konserwatywna
- 1930–1940: Douglas Douglas-Hamilton, markiz Clydesdale, Partia Konserwatywna
- 1940–1959: Guy Lloyd, Partia Konserwatywna
- 1959–1979: Betty Harvi Anderson, Partia Konserwatywna
- 1979–1983: Allan Stewart, Partia Konserwatywna

### Deputowani po 2005
- od 2005: Jim Murphy, Partia Pracy